# Handel og vandel
"Handel og vandel" er det nittende afsnit af den danske tv-serie Matador. Det blev skrevet af Lise Nørgaard og instrueret af Erik Balling. 
Afsnittet foregår i foråret 1944, og det er det første i den fjerde og sidste sæson af serien.

## Handling
Lauritz Jensen flygter til Sverige. Agnes Jensens forretning med at maske strømper op går strålende, og hun ønsker ikke at rejse til Sverige med børnene, hvor hendes mand Lauritz er flygtet til. Hun får igangsat en produktion af bemaledede bakker, og får en aftale i hus med Mads Skjern om at sælge dem via hans butikker.
Viggo Skjold Hansen, der udlejer sit garageanlæg til den tyske besættelsesmagt, bliver chikaneret af gadens børn, der råber værnemager efter ham.
Regitze Varnæs lyver overfor sine forældre om at hun vil blive på den husholdsningsskole, som hun går på, henover påsken, men i virkeligheden deltager hun i en Miss Vår-konkurrence. Det bliver opdaget, da der bliver skrevet om det i avisen, og hun bliver smidt ud fra skolen. Hun tager til København for at starte på et sykursus der.
Konsul Holm, der hidtil har været formand for Korsbæk Bank, dør, og Viggo Skjold Hansen prøver ihærdigt at overtage posten.